# استان دوگینیرای
استان دوگینیرای (به لاتین: Dinguiraye Prefecture) یک منطقهٔ مسکونی در گینه است که در ناحیه فرانه واقع شده‌است. استان دوگینیرای ۷٬۹۶۵ کیلومتر مربع مساحت و ۱۹۵٬۶۶۲ نفر جمعیت دارد.